# أدرار إيفوغاس

هي سلسلة جبلية وعرة تقع في إقليم أزواد شمال مالي في الصحراء الكبرى ويتميز بالكثافة الجبلية والوعورة وقلة السكان ويعتبر امتداد لجبال الهقار في الجزائر أبرز مدينه هي كيدال .

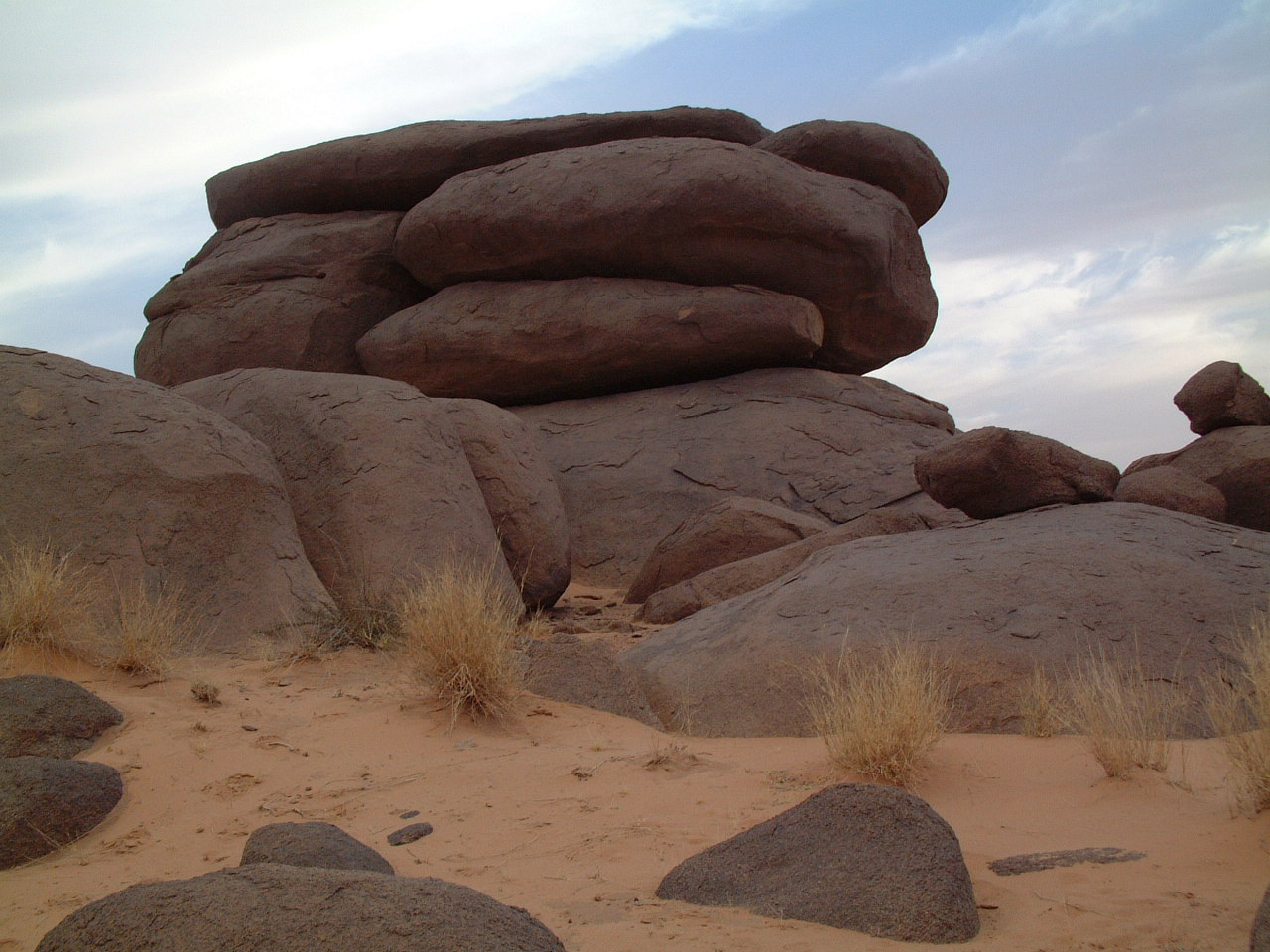
سلسلة تجلابين الجبلية

## المميزات والخصائص

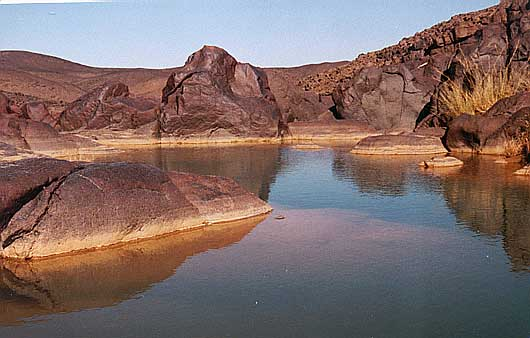
قلتة أو بحيرة مائية في ايفوغاس

تبلغ مساحتها حوالي 250 ألف كلم مربع و أبرز سكانه الطوارق والعرب الذين يربون فيه الجمال والماعز وكان دوما ملاذا آمنا للجماعات الإسلامية المتشددة التي تحارب الجيش المالي وتجار المخذرات والجريمة المنظمة وقد وجدت فيه القوات الفرنسية والأفريقية صعوبات كبيرة أثناء العمليات العسكرية ضد المسلحين المتشددين في تدخلها في سنة 2013 م من جهة أخرى توجد فيه اعشاب صحراوية نادرة وحيوانات صحراوية كثعلب الصحراء والافاعي والعقارب الصحراوية والغزلان و و يحتوي باطنه على اليورانيوم والحديد والفوسفات إلا أنهم غير مستغلين والمياه أيضا قليلة .

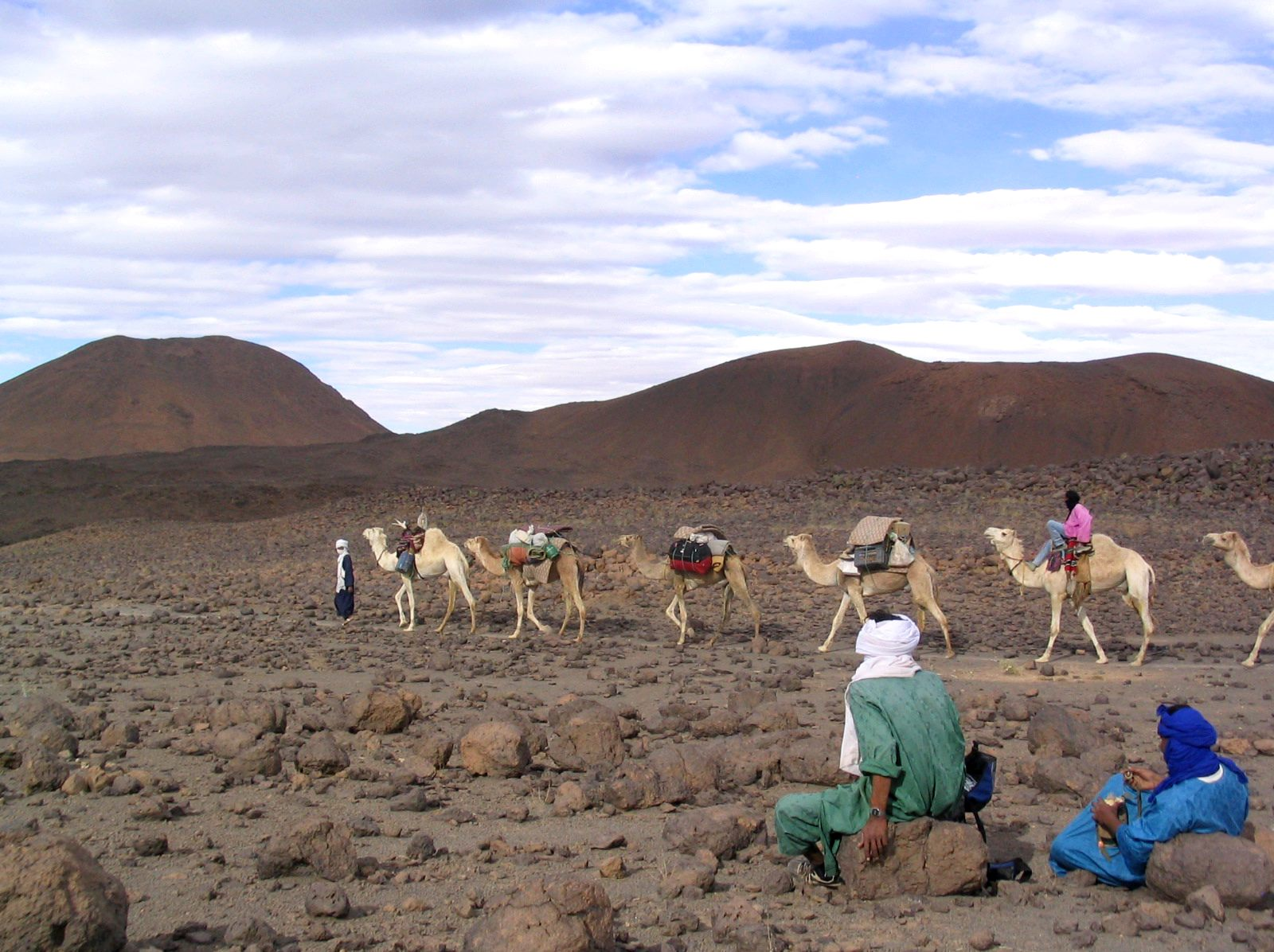
الطوارق على ظهر وسيلتهم التنقلية الجمل